# Ngor (Dakar)
Ngor (oder N'gor bzw. N'Gor) ist einer der 19 Stadtbezirke der Metropole Ville de Dakar, der Hauptstadt Senegals mit dem Status einer Gemeinde (commune). Er umfasst neben dem ursprünglichen Fischerdorf der Lébou auch Neubaugebiete und Hotelanlagen sowie eine Insel gleichen Namens, die île de Ngor.

## Geografie

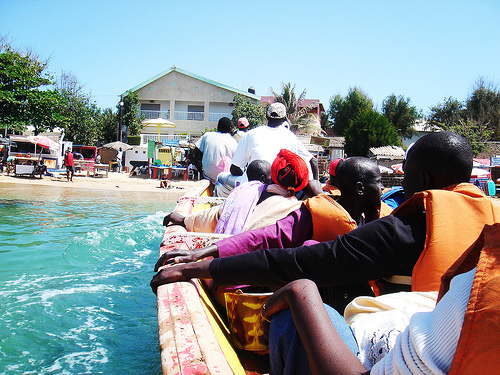
Am Strand von Ngor

Ngor liegt am Pointe des Almadies und ist damit der westlichste Stadtteil von Dakar und zugleich die westlichste Ortschaft des afrikanischen Kontinents. Von Norden, Westen und Süden wird das Gebiet von der Atlantikküste umschlossen. Der Ortskern liegt am Nordufer, direkt gegenüber der île de Ngor, die ebenfalls besiedelt ist. Östlich von Ngor schließt sich das Areal des ehemaligen internationalen Flughafens von Dakar an, der im Stadtbezirk Yoff liegt.
Der Stadtbezirk hat eine Fläche von 4,377 km². Er ist fast vollständig baulich genutzt. 

## Geschichte
Im Jahr 1996 wurde Ngor als commune d’arrondissement im Arrondissement de Dakar Plateau zu einem Stadtbezirk der Metropole Ville de Dakar. Im Jahr 2014 erhielt der Stadtbezirk, wie in Senegal alle communes d'arrondissement, den landesweit einheitlichen Status einer Gemeinde (commune).

## Bevölkerung
Die letzten Volkszählungen ergaben für den Stadtbezirk jeweils folgende Einwohnerzahlen:
| Jahr | Einwohner |
| ---- | --------- |
| 1988 | ...       |
| 2002 | 10.309    |
| 2013 | 17.383    |
| 2023 | 17.706    |

## Wirtschaft

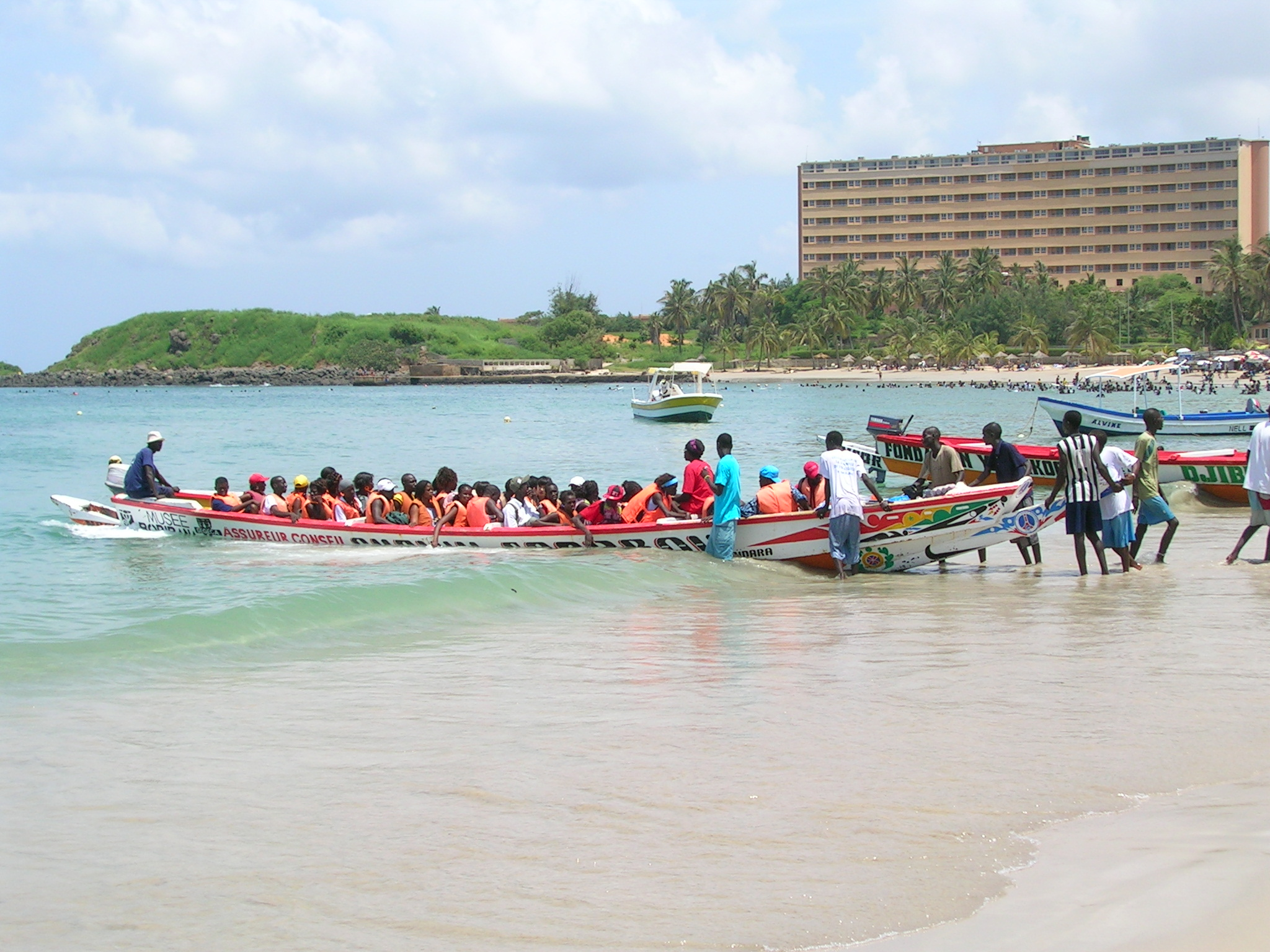
Abfahrt einer Piroge vom Strand von Ngor zur Insel Ngor; im Hintergrund das Hotel Ngor

Ngor lebt hauptsächlich von der Fischerei und vom Tourismus. Für die küstennahe Fischerei dienen die traditionellen Pirogen als Fischerboote. In Ngor wurden einige namhafte Hotelanlagen errichtet. Gegenüber der île de Ngor liegen das Hotel Ngor und das Hotel Diarama, im äußersten Westen breitet sich die Anlage des Club Mediterranée aus und nimmt die südliche Hälfte der Westküste ein,.während auf der nördlichen Hälfte ein Golfplatz angelegt ist, sozusagen das westlichste Green Afrikas. Dazwischen ist über die Route des Almadies nur ein schmaler Streifen der Westküste der Öffentlichkeit zugänglich. Im Osten grenzt an den Golfplatz das mit 35 Hektar weitläufige Gelände des  King Fahd Palace  (ehemals Le Méridien Président Dakar), das führende Hotel des Landes und das größte Konferenzzentrum Westafrikas.

## Persönlichkeiten
- Diogal Sakho, Musiker